# Kristin Lavransdatter
Kristin Lavransdatter è un film del 1995 diretto da Liv Ullmann, tratto dall'omonimo romanzo di Sigrid Undset.